# 6-й окремий стрілецький батальйон (Україна)
6-й окремий стрілецький батальйон (6 ОСБ) — українське військове формування військ територіальної оборони у складі оперативного командування «Схід». Базується у м. Запоріжжя.

## Історія
Батальйон створений в 2015 році, як підрозділ територіальної оборони. 10-19 травня 2016 року, 7-15 червня 2018 року проводилися збори особового складу батальйону з практичним оповіщенням.
В 2018 році батальйон перепідпорядкований, як підрозділ Корпусу резерву.
01.03.2022 року на початку широкомасштабного російського вторгнення в Україну батальйон було повністю сформовано до штату воєнного часу під підпорядкуванням Запорізького обласного територіального центру комплектування та соціальної підтримки. Це і є Днем військової частини.
Бойове хрещення батальон отримав 01 квітня 2022 року в селі Роздольне Донецької області.
З травня 2022 року і по грудень 2022 брав участь у боях за Авдіївку.
Після виведення і відновлення батальйон з кінця лютого 2023 по вересень 2023 брав участь у здійсненні заходів із забезпечення Національної безпеки і оборони, відсічі і стримування збройної агресії Російської Федерації в Луганській області в населеному пункті Макіївка.
З вересня 2023 року 6 окремий стрілецький батальйон підпорядкований 117 окремій механізованій бригаді.
Після виведення і відновлення батальйон у січні 2024 року приєднався до захисту Батьківщини в Донецькій області населеного пункту Веселе. Виконували бойових завдань у напрямку н.п. Роботине Запорізької області — лютий 2024 року.

## Символіка
На емблемі батальйону, що затверджена 19 жовтня 2022 р., в зеленому полі перехрещено дві золоті рушниці, під якими на малиновому вістрі зображено чорний лук із трьома чорними стрілами в зірку, що є одним із елементів герба м. Запоріжжя..

## Командування
- Полковник Владислав Хобот (2022)[7]